# Saperda discoidea
Saperda discoidea es una especie de escarabajo longicornio del género Saperda, subfamilia Lamiinae. Fue descrita científicamente por Fabricius en 1798.
Se distribuye por Canadá y los Estados Unidos. Mide 9-17 milímetros de longitud. El período de vuelo ocurre en los meses de abril, mayo, junio, julio, agosto y septiembre. Las larvas se alimentan de Carya, Juglans y ocasionalmente de otras maderas duras.

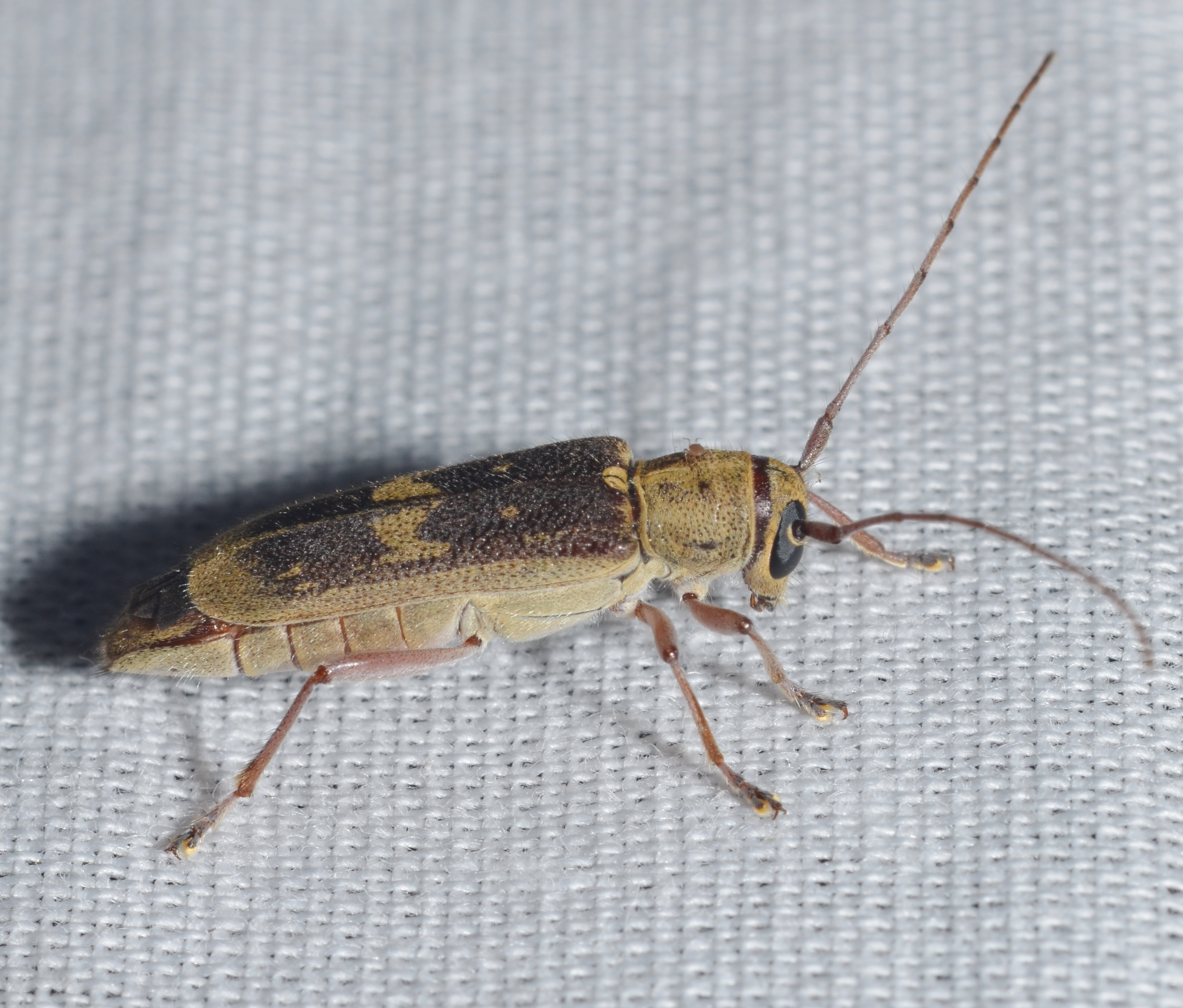
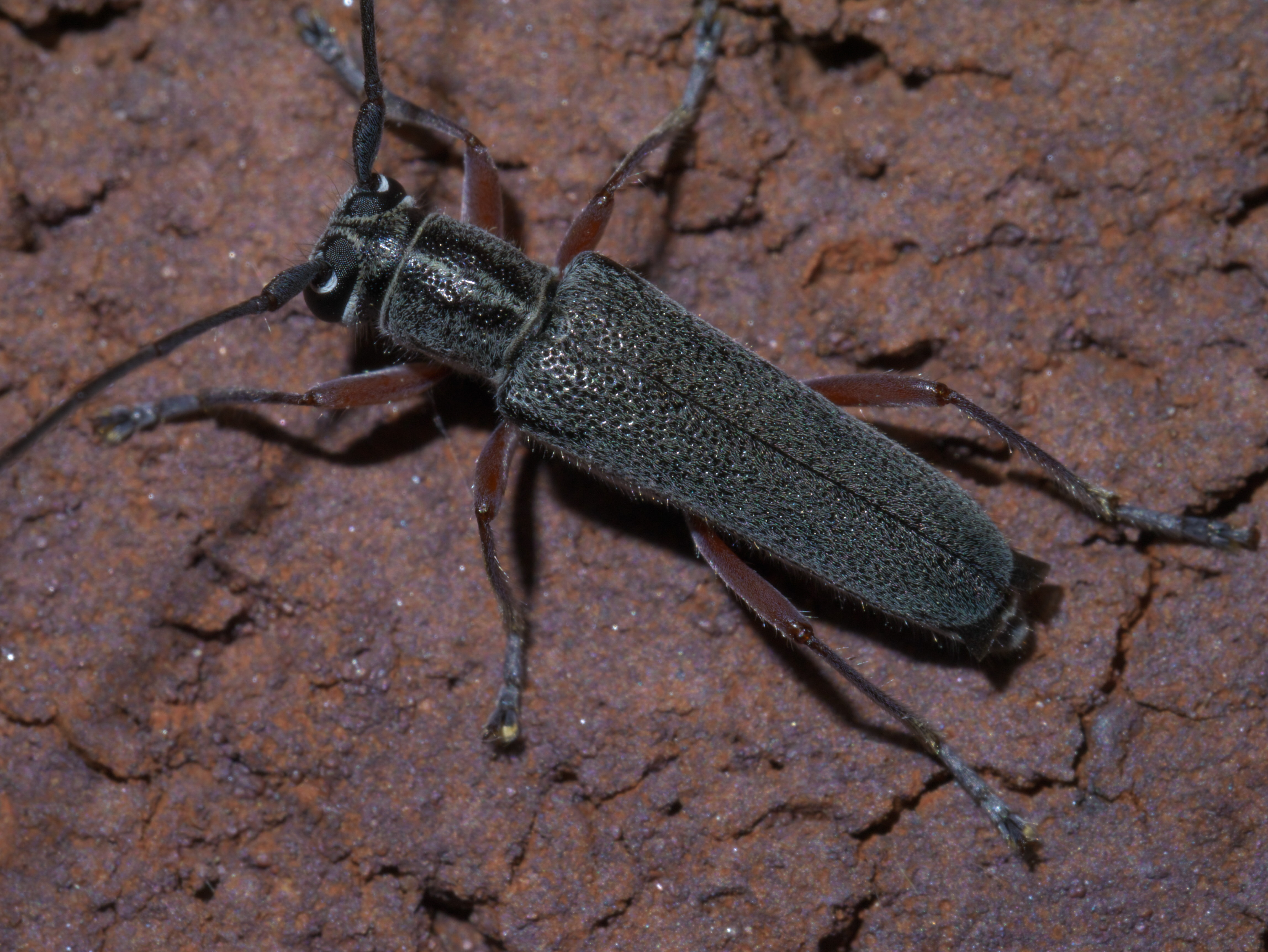
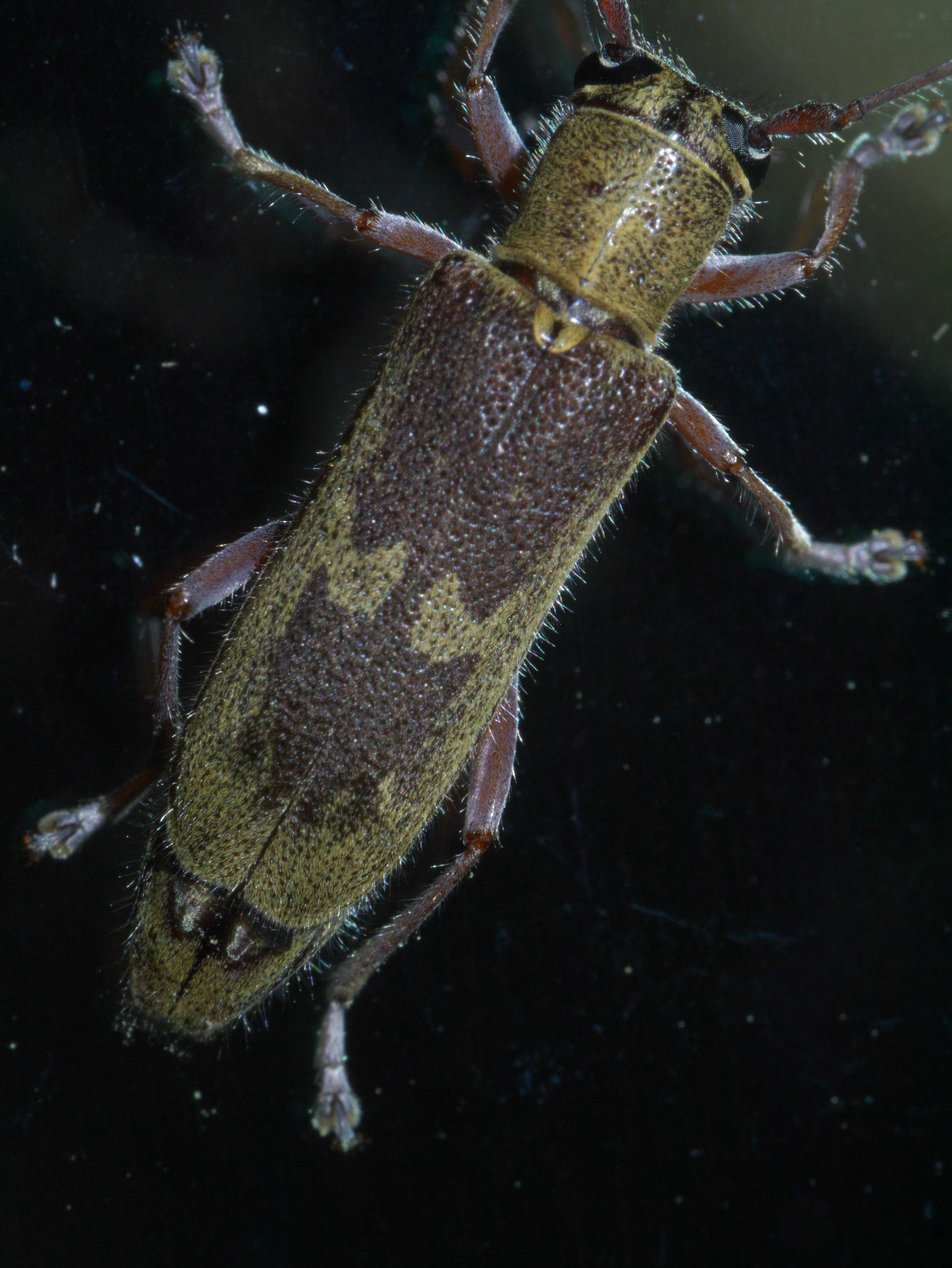
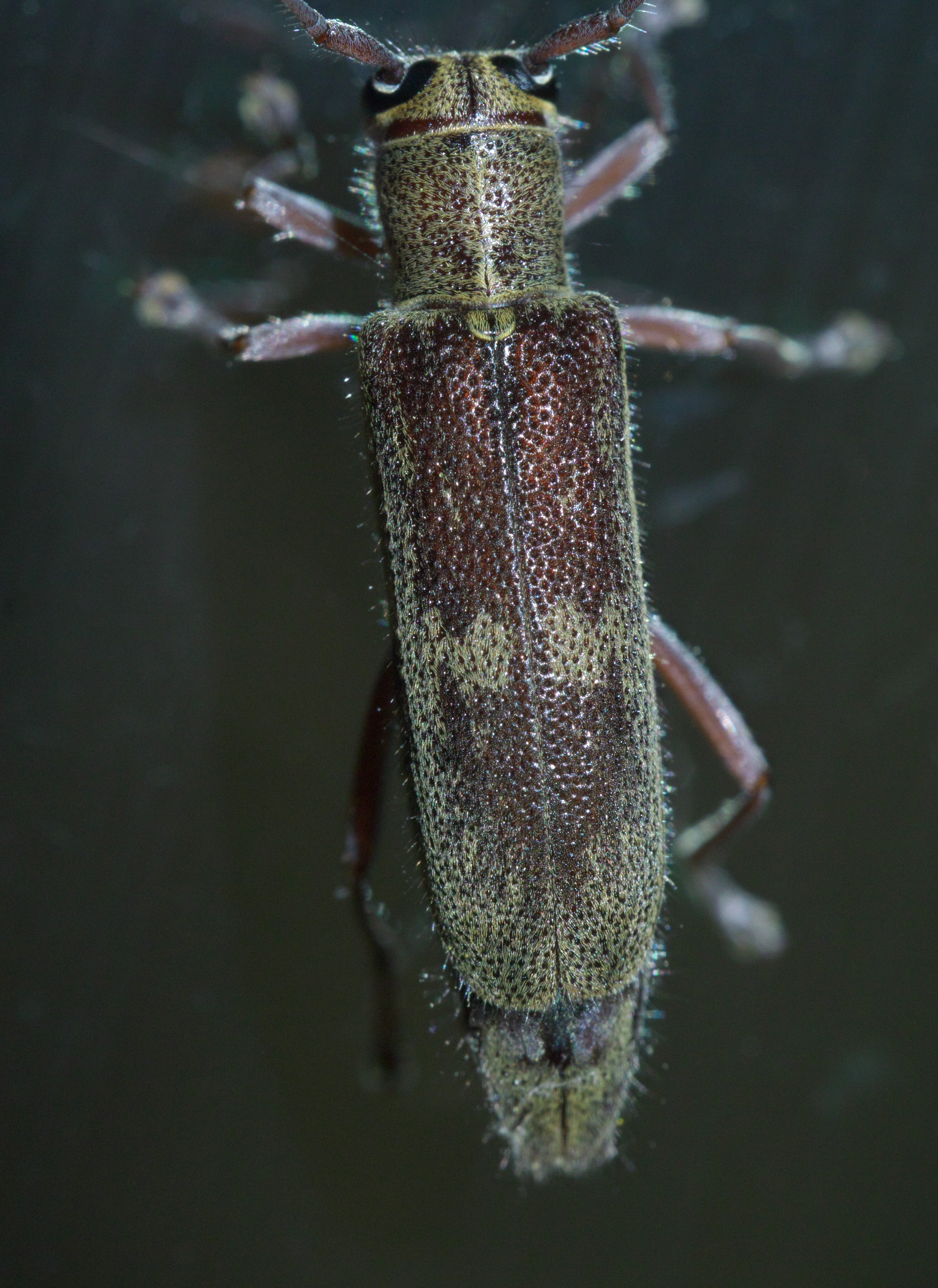